# Lorena Hickok

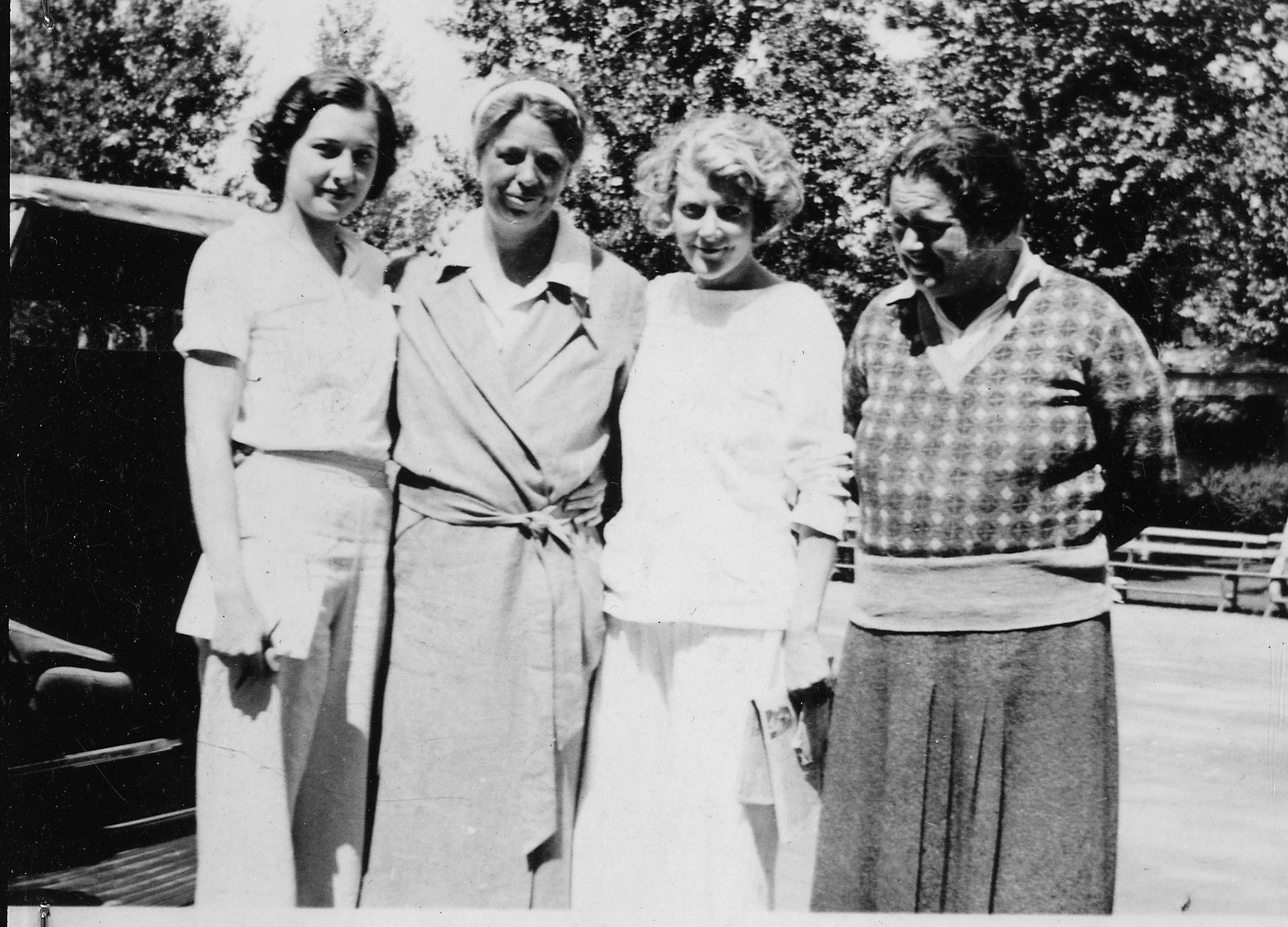
Lorena Hickock (ganz rechts) und Elanor Roosevelt (zweite von links, 1933)

Lorena Alice „Hick“ Hickok (* 7. März 1893 in East Troy (Wisconsin); † 1. Mai 1968 in Hyde Park (New York)) war eine US-amerikanische Journalistin. Bekannt blieb sie vor allem durch ihre Freundschaft zu ihrer langjährigen Freundin und Mentorin, First Lady Eleanor Roosevelt.

## Leben
Nach einer unglücklichen und unstetigen Kindheit, fand sie ihre Passion und ihren Erfolg in der Arbeit als Reporterin für den Minneapolis Tribune und die Associated Press. 1932 galt sie als die populärste weibliche Reporterin der USA. Nachdem sie ab 1933 in der Roosevelt-Administration tätig war, verfasste Hickok mehrere Bücher. Zunächst war sie mit Eleanor Roosevelt die Co-Autorin von Ladies of Courage (1954). Dann verfasste sie die Bücher The Story of Franklin D. Roosevelt (1956), The Story of Helen Keller (1958) und The Story of Eleanor Roosevelt (1959). Postum erschien der mehr als 3000 Briefe umfassende Briefwechsel mit Elanor Roosevelt, Empty without You: The Intimate Letters of Eleanor Roosevelt & Lorena Hickok (Free Press, 1998), aber auch ihre Sammlung One Third of a Nation: Lorena Hickok Reports on the Great Depression (University of Illinois Press, 2000) mit Berichten, die sie zwischen 1933 und 1935 für die Federal Emergency Relief Administration, die US-Nothilfeverwaltung, verfasste.